# 소르브인
소르브인(독일어: Serby)은 독일과 폴란드에 걸친 루사티아 지역에 주로 거주하는 서슬라브족의 일파이다. 서슬라브어군의 일부인 소르브어를 주로 사용해왔으나 현대에는 많은 이들이 독일어를 사용하고 있다. 대략 6세기 경부터 독일의 루사티아 지역으로 이주하여 거주한 것으로 보인다. 17-20세기에 걸쳐 계속해서 독일인으로 동화되어 갔고 특히 20세기에 독일의 동화 정책이 실시되면서 정체성이 빠르게 약해졌다.
지역에 따라 크게 고지 소르브어를 사용하는 고지 소르브인과 저지 소르브어를 사용하는 저지 소르브인으로 나뉜다.

## 같이 보기
- 루사티아
- 세르브인
- 벤트인